# Emir Smajic
Emir Smajic, född 3 februari 1989, är en svensk före detta fotbollsspelare. Hans syster, Nera Smajić, var också fotbollsspelare.

## Karriär
Smajic moderklubb är Märsta IK. Mellan 2008 och 2009 spelade han för Gamla Upsala SK. Därefter spelade han två säsonger för IK Sirius i Division 1 Norra.
I mars 2012 skrev han på för Västerås SK fram till sommarfönstret. Smajic spelade 12 matcher för klubben och gjorde nio mål. I juli samma år skrev han på för seriekonkurrenten Östersunds FK. I november 2013 förlängde han sitt kontrakt med klubben. I december 2015 kom Smajic och Östersunds FK överens om en fortsättning i klubben. I maj 2016 kom ÖFK och Smajic i samförstånd överens om att bryta kontraktet.
I augusti 2016 värvades Smajic av IF Brommapojkarna, där han skrev på ett 1,5-årskontrakt. Han spelade totalt 12 matcher, varav nio från start, för klubben i Division 1 2016.
I januari 2017 värvades Smajic av nederländska Achilles '29, där han skrev på ett halvårskontrakt.
Den 10 juli 2017 värvades Smajic av svenska Västerås SK, där han skrev på ett 2,5-årskontrakt. Han spelade sju matcher, varav fem från start under säsongen 2017. Efter säsongen 2019 avslutade Smajic sin karriär.